# Codonopsis vinciflora
Codonopsis vinciflora är en klockväxtart som beskrevs av Vladimir Leontjevitj Komarov. Codonopsis vinciflora ingår i släktet Codonopsis, och familjen klockväxter. Inga underarter finns listade i Catalogue of Life.

## Bildgalleri

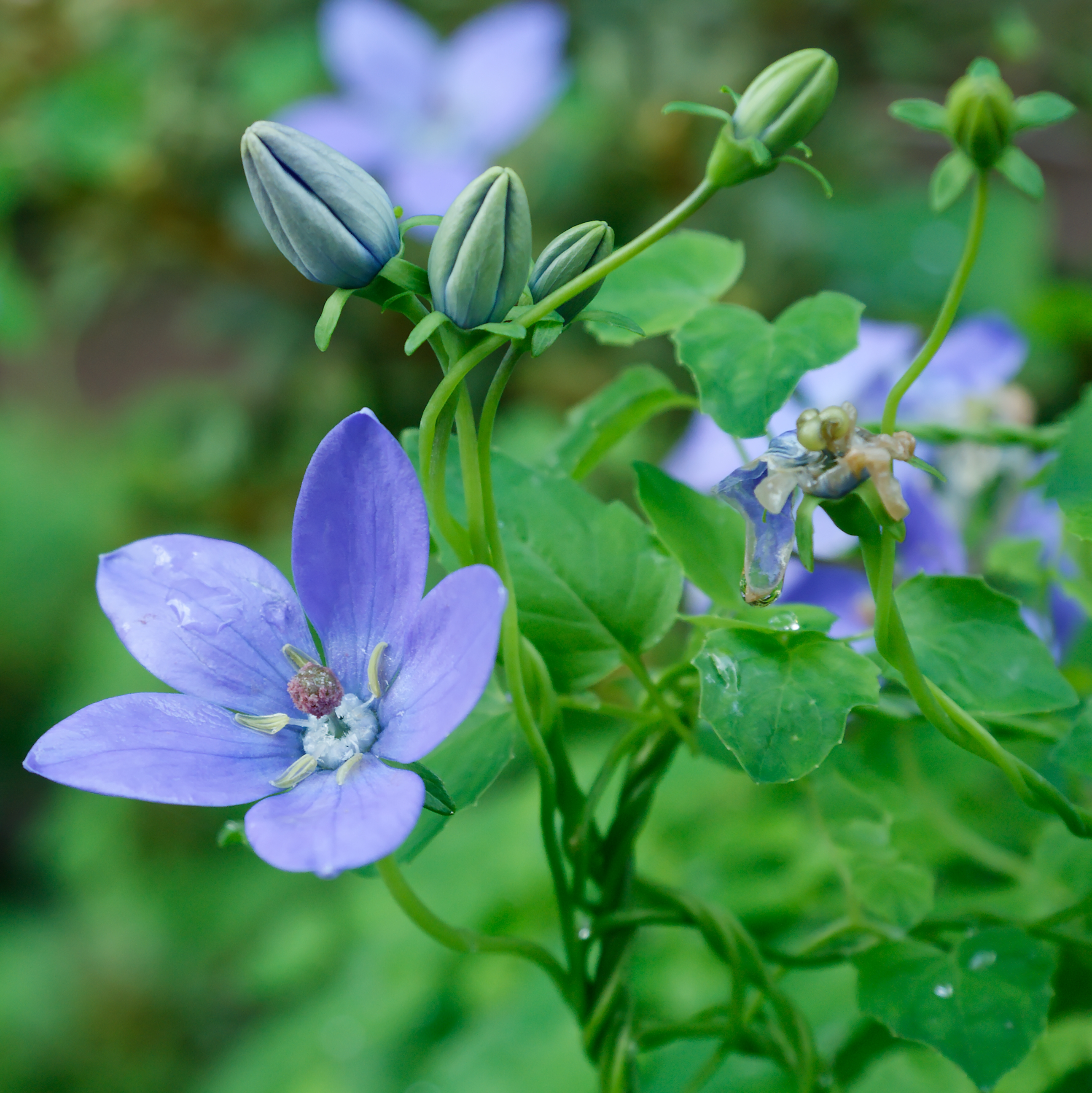